# ماريا تولتشيف
إليزابيث ماريا تولتشيف (بالإنجليزية: Elizabeth Maria Tallchief)‏ (و.24 يناير 1925-11 أبريل 2013) كانت أول أمريكية أصلية تصبح راقصة باليه أولى. من عام 1942 وحتى 1947، رقصت مع فرقة باليه روسي دو مونت كارلو، ولكنها اشتهرت أكثر حينما رقصت مع فرقة نيويورك سيتي باليه منذ تأسيسها في 1947 حتى 1965. وعرفت فنيًا باسم ماريا تولتشيف، وكانت تطلق عليها أسرتها ماري الصغيرة (Betty Marie).

## النشأة
ولدت في فيرفاكس، أوكلاهوما لأب كان يعمل رئيسًا في قبيلة أوساج وأم اسكتلندية أيرلندية.
وقد كتبت عن طفولتها، «كنت طالبة مجتهدة وصالحة في مدرسة القلب المقدس (Sacred Heart) (مدرسة كاثوليكية). ولكني كنت فتاة هندية تقليدية إلى حد كبير — خجولة وطيعة ومنطوية. أحببت كثيرًا البقاء خارج المنزل وقضاء معظم أوقاتي أتجول في أنحاء الفناء الأمامي الكبير عندنا، حيث كانت هناك أرجوحة وحديقة. كنت أجوب أيضًا أنحاء الحدائق في كوخنا الصيفي بحثًا عن رؤوس السهام في العشب. كان العثور على واحد منهم يجعلني أختلج من السعادة. إنني أشتاق كثيرًا للعيش بالمراعي والجري حول الخيول الواقفة...».
كانت تستمتع بالموسيقى والرقص والباليه. وكانت رغبتها في السعي لامتهان الفنون حلمًا صعب المنال بالنسبة لطفلة أمريكية أصلية تلك الأيام. انتقلت العائلة إلى بيفرلي هيلز، كاليفونيا في 1933، حيث درست ماريا الباليه مع برونيسلافا نيجينسكي (Bronislava Nijinska) لمدة خمس سنوات. كان لمدام نيجينسكي فلسفة حول النظام فهمتها تولتشيف. «عندما تنامين، افعلي ذلك كراقصة باليه. حتى وأنت في الشارع منتظرة الحافلة، قفي مثل راقصة الباليه».

## نيويورك
غادرت تولتشيف لوس أنجلوس في سن السابعة عشر وخضعت للتدريب في نيويورك سيتي. التحقت بفرقة باليه روسي دو مونت كارلو وسرعان ما أصبحت راقصة منفردة مميزة. وحصلت على الاسم ماريا تولتشيف باقتراح من آجنيز دو ميل (Agnes de Mille).
كتب مدرب الرقص المولود في روسيا جورج بالانشين (George Balanchine) مجموعة من أشهر أعماله لها. وتزوج كلاهما في 16 أغسطس عام 1946؛ وانتهى الزواج في 1952. ولم ينجبا أطفالاً. كانت راقصة الباليه الأولى في فرقة نيويورك سيتي باليهمنذ 1947 وحتى 1960، حيث كان بالانشين مدرب الرقص الأساسي. وقد ارتقى بها أداؤها في رقصة بالانشين طائر النار في 1949 وأيضًا تعاونهما الباكر في أوبرا باريس لتصل ماريا تولتشيف للمسرح العالمي. وعلاوة على ذلك، أبدعت في دور جنية البونبون في إصدار بالانشين من كسارة البندق، في 1954.
واصلت تولتشيف الرقص مع فرقة نيويورك سيتي باليه ومع مجموعات أخرى حتى اعتزالها في 1965. وأسست بصحبة أختها مارجوري (Marjorie)، فرقة باليه شيكاغو سيتي (Chicago City Ballet) عام 1981 وعملت بها كمديرة فنية حتى عام 1987. ومنذ عام 1990 حتى يومنا هذا تعمل مستشارة فنية لدى فرقة شيكاغو فيستيفال باليه (Chicago Festival Ballet) لفون هايديك (Von Heidecke).

## الحياة الشخصية
تزوجت من هنري «باز» باسكين (Henry "Buzz" Paschen)، وهو مهندس معماري في شيكاغو في 3 يونيو عام 1956. استمر هذا الزواج الثاني لها حتى وفاته عام 2003. وأنجبا طفلة واحدة، وهي إليز باسكين (Elise Paschen) (ولدت عام 1959)، وهي شاعرة حصدت الجوائز وعملت مديرة تنفيذية في رابطة الشعر الأمريكية منذ عام 1988 حتى 2001، وحاليًا تدرِّس برنامج التأليف في معهد الفنون في شيكاغو.
كان للأخت الصغرى لماريا تولتشيف مارجوري تولتشيف (Marjorie Tallchief) حياة مهنية ناجحة كراقصة باليه واستمرت لعدة سنوات راقصة أولى في فرقة باريس أوبرا باليه (Paris Opera Ballet). وعملت مع أختها ماريا مرات كثيرة على مدار السنين.

## التكريم
- كرمها محافظ أوكلاهوما لإنجازاتها الدولية وهويتها الأمريكية الأصلية التي تعتز بها.
- أطلق على ماريا تولتشيف وا زي ثومبا (Wa-Xthe-Thomba) أي («امرأة من عالمين»).
- وحصلت أيضًا على أوسمة مركز كيندي (Kennedy Center Honors) عام 1996 مع جوني كاش (Johnny Cash) وجاك ليمون (Jack Lemmon) وإدوارد آلبي (Edward Albee) وبيني كارتر (Benny Carter).[7]
- في 1999 حازت على الميدالية الوطنية للفنون الأمريكية من مؤسسة الدعم الوطني للفنون في واشنطن العاصمة.
- في 7 نوفمبر 2006، منح متحف المتروبوليتان للفنون في نيويورك ماريا تولتشيف شهادة خاصة بعنوان «شهادة إلى عظيمة الباليه ماريا تولتشيف» وسميت تولتشيف فيها رسميًا كينيث فون هايديك (Kenneth von Heidecke) باسم الوصي عليها.[8]
- كُرمت ماريا تولتشيف أيضًا في تولسا، أوكلاهوما، مع أربع راقصات باليه أخريات من الأمريكيين الأصليين، وهم (إيفون شوتو (Yvonne Chouteau) وروزيلا هايتاور (Rosella Hightower) وموسيلسن لاركين (Moscelyne Larkin) ومارجوري تولتشيف)، وكرمن بتمثال برونزي أكبر من الحجم الطبيعي بعنوان "الأقمار الخمسة"، في حديقة جمعية تولسا التاريخية بتولسا، أوكلاهوما.

## أفلام وثائقية
جُسدت تولتشيف في فيلم وثائقي عام 1989، وكان بعنوان «دانسنج فور مستر بي» "Dancing for Mr. B".
أنتجت ساندي (Sandy) وياسو أوساوا (Yasu Osawa) أصحاب شركة أبستريم برودكشنز (Upstream Productions) في سياتيل، واشنطن، فيلمًا وثائقيًا بعنوان ماريا تولتشيف في نوفمبر 2007، لكي يذاع على البي بي إس (PBS) بين عامي 2007 و2010.

## الأفلام
ظهرت تولتشيف كـ ضيفة شرف في دور بافلوفا (Pavlova) في فيلم مليون دولار ميرميد (Million Dollar Mermaid)، بطولة إيستر وليامز (Esther Williams). وظهرت أيضًا في الفيلم الوثائقي باليتس روسيز (Ballets Russes).

## وصلات خارجية
- ماريا تولتشيف على موقع IMDb (الإنجليزية)
- ماريا تولتشيف على موقع الموسوعة البريطانية (الإنجليزية)
- ماريا تولتشيف على موقع قاعدة بيانات برودواي على الإنترنت (الإنجليزية)
- ماريا تولتشيف على موقع إن إن دي بي (الإنجليزية)
- ماريا تولتشيف على موقع قاعدة بيانات الفيلم (الإنجليزية)